# Élida Alfaro
Elida Alfaro Gandarillas (1945) es una gimnasta, profesora e investigadora española. Especializada en mujer y deporte, es particularmente conocida por su activismo en pro de la igualdad de oportunidades entre hombres y mujeres en el mundo del deporte. 

## Desarrollo
Entre sus logros figura conseguir que la asignatura "Deporte y género" sea material curricular dentro de los estudios de Ciencias de la Actividad Física y del Deporte. Desde 1998 dirige el Seminario Permanente Mujer y Deporte de la Facultad de Ciencias de la Actividad Física y del Deporte (INEF-Universidad Politécnica de Madrid) y en la actualidad es vicepresidenta de la Asociación de Estudios sobre las Mujeres ASEM-UPM, organización que también presidió. En 1994 se convirtió en la primera mujer -y la única hasta 2013- que dirigió el INEF (1994-1998). En 2016 recibió el Premio Nacional de las Artes y las Ciencias Aplicadas al Deporte junto a Benilde Vázquez ortogado por el Consejo Superior de Deportes.

## Trayectoria
Estudió en el Instituto Beatriz Galindo de Madrid y pertenece a la primera generación de mujeres que en los años 50-60 cuando las escuelas españolas estaban aún segregadas por género se incorporó a la práctica deportiva. Se inició como gimnasta a los 10 años en el instituto y participó en distintas competiciones, en Viena, en 1964 y en Basilea en 1969 cuando ya estaba casada, explica en una entrevista. Fue seleccionada para el equipo nacional de gimnasia, representando a España en 1959, 1960 y 1961. También desde joven empezó a luchar contra la discriminación de la mujer en el deporte siendo en 1970 pionera en la aplicación de la coeducación en Educación Física.
Es licenciada en Ciencias de la Actividad Física y del Deporte por la Universidad de Barcelona y Master en Dirección y Gestión del Deporte por la Universidad Complutense de Madrid. Empezó como profesora de educación física en una escuela y ha desarrollado la mayor parte de su vida profesional en la Universidad Politécnica de Madrid como profesora titular -desde 1973- de la Facultad de Ciencias de la Actividad Física y del Deporte en el INEF centro del que fue directora de 1994 a 1998 convirtiéndose en la primera mujer en asumir el cargo.

### Género y deporte
Desde 1998 dirige el Seminario Permanente Mujer y Deporte en la Facultad de Ciencias de la Actividad Física y del Deporte de la Universidad Politécnica de Madrid que ha asesorado a administraciones y federaciones para que incluyan la perspectiva de género en toda la gestión deportiva y en el desarrollo del deporte en su conjunto. Entre sus logros figura que la asignatura Deporte y Género sea materia curricular dentro de los estudios de Ciencias de la Actividad Física y del Deporte. En la actualidad es vicepresidenta de la Asociación de estudios sobre la mujer de la UPM que previamente presidió.
Como resultado de algunos de sus trabajos en España se han incorporado políticas para lograr la igualdad de género además de adoptar medidas para que la política deportiva tenga en cuenta las diferentes necesidades de las mujeres. También se han desarrollado programas de apoyo dirigidos a eliminar o al menos minimizar las barreras que aún enfrentan las mujeres, al tratar de acceder a diferentes deportes. Especialmente aquellos considerados como deportes masculinos (hockey, baloncesto, rugby, fútbol o tiro, etc.). También ha promovido la necesidad de evaluar la política deportiva universitaria y sus diferentes implicaciones para hombres y mujeres.
En 2013 fue elegida por el Instituto Europeo de la Igualdad de Género entre 90 personas nominadas para participar en un calendario de perfiles de mujeres que contribuyen a romper los estereotipos de género.
Defiende la coeducacicón en la educación física y en 2011 fue coautora de "Speak for Sport", que da orientación sobre el uso del lenguaje inclusivo en este campo. Alfaro denuncia que el deporte ha estado ligado desde la antigüedad al estereotipo social masculino y que todavía perduran esquemas sociales que dificultan la incorporación de las mujeres en condiciones de igualdad con los hombres. El objetivo es cambiar actitudes y romper con aquellos estereotipos que colocan al género femenino en un plano secundario y a la mujer deportista en una situación discriminatoria cargada además de actitudes violentas, señala. Alfaro recuerda que la Ley para la Igualdad efectiva entre Hombres y Mujeres en España establece la aplicación del principio de igualdad también en el deporte.

## Premios y reconocimientos
- 2006 Medalla de bronce al Mérito Deportivo.[7]
- 2013 fue una las 12 mujeres seleccionadas por el Instituto Europeo de la Igualdad de Género (EIGE) para formar parte de la edición de 2013 del calendario “Mujeres que inspiran Europa”. Ella es la imagen del mes de septiembre.[8]
- 2016 Premio del Observatorio contra la Violencia Doméstica y de Género del Consejo General de Poder Judicial.[9]
- 2016 Premio Nacional del Deporte junto a Benilde Vázquez otorgado por el Consejo Superior de Deportes.[10]

## Publicaciones
- Incidencia de la especialización precoz en la formación académica y protección jurídica de las jóvenes deportistas. (2001) En Estudios sobre Ciencias del Deporte: Las mujeres en la alta competición deportiva, nº 30. Madrid: Consejo Superior de Deportes
- El talento psicomotor y las mujeres en el deporte de alta competición. (2005) En Revista de Educación, septiembre-diciembre de 2004. Madrid: Mº Educación y Ciencia.
- Análisis y evolución de la práctica deportiva en edad escolar desde la perspectiva de género. (2007) En Actas VI Congreso Deporte y Escuela. Cuenca: Diputación Provincial de Cuenca.
- El liderazgo de las mujeres en el deporte (2007) Ponencia en VI Seminario Internacional Mujer y Superdotación. Fac. de Educación. U.P.M.
- Aprendiendo a ser hombre: modelos y conductas de riesgo en el deporte. Alfaro, E y Vázquez B. En Congreso Internacional SARE 2007: “Masculinidad y vida cotidiana”. Vitoria-Gasteiz: Emakunde.
- Mujer joven y deporte. Revista de Estudios de la Juventud. INJUVE. Nº 83 (2008)
- El liderazgo de las mujeres en la dirección y gestión del deporte.
- Hablamos de deporte, (2011) Élida Alfaro, Mercedes Bengoechea y Benilde Vázquez, guía para cuidar el lenguaje en el ámbito deportivo y, de esta manera, evitar un uso sexista del mismo. Consejo Superior de Deportes y el Instituto de la Mujer.[11]